# Funryu 2
Funryu 2 – japoński pocisk rakietowy ziemia–powietrze z okresu II wojny światowej. Wybudowano kilka prototypów i przeprowadzono zakończone sukcesem testy pocisków ale nie weszły one do produkcji seryjnej i nie były użyte bojowo.

## Historia
Prace nad pociskiem rozpoczęto w 1 Arsenał Lotniczo-Techniczny Lotnictwa Marynarki (Kūgishō) w 1944 w ramach programu Funryu.
Od początku zdecydowano, że pocisk ma być zbudowany jako rakieta na paliwo stałe z naprowadzaniem radiowym. Pomimo że zaprojektowano i przetestowano już wówczas w Japonii trzy rakiety które mogły być użyte do napędu pocisku (Ro-Tsu, Ro-Sa i Ro-Ta), do napędu Funryu 2 postanowiono zaprojektować i zbudować nową rakietę. Nowy silnik miał ciąg o mocy 2400 kilogramów i czas pracy wynoszący 3,5 sekundy.
Z powodu bardzo poważnych trudności z zaopatrzeniem w materiały strategiczne, Kūgishō nie mogło zdobyć wystarczających ilości duraluminium do zbudowania prototypów pocisku, ostatecznie wymagane materiały zostały ukradzione z rządowych magazynów.
Z wykradzionych materiałów zbudowano kilka egzemplarzy pocisku, jeden z nich używany był do testów w tunelu aerodynamicznym, a pozostałe użyte zostały w testach przeprowadzanych w okolicy wulkanu Asama. Pierwsze odpalenia pocisków miały za zadanie jedynie ewaluację pracy silnika i sprawdzenie charakterystyki lotu rakiety i nie były one z żaden sposób kierowane. Pierwszy prawdziwy test Funryu 2 odbył się w lipcu 1945 kiedy w obecności przedstawicieli Marynarki odpalono pocisk w kierunku stacjonarnego celu na ziemi. Lot rakiety był korygowany drogą radiową i pocisk uderzył o 20 metrów od celu. Pomimo że nie trafiono w cel, test został uznany za udany, ale był to także ostatni test tego pocisku i dalsze prace nad nim zostały przerwane z powodu zakończenia wojny.

## Opis konstrukcji
Funryu 2 był przeciwlotniczym pociskiem rakietowym napędzanym silnikiem rakietowym na paliwo stałe i naprowadzanym na cel drogą radiową. Rakieta miała bardzo prosty kształt, do kadłuba pocisku przymocowano cztery drewniane skrzydła z ruchomy powierzchniami sterowymi działającymi jak sterolotki (elewony), na końcu rakiety, przy silniku, umieszczone cztery, mniejsze i nieruchome lotki.
Pocisk wyposażony był w podwójny, radiowy system naprowadzania na cel i dwa żyrokompasy do stabilizacji pionowej.